# Pegomya curviphallis
Pegomya curviphallis is een vliegensoort uit de familie van de bloemvliegen (Anthomyiidae). De wetenschappelijke naam van de soort is voor het eerst geldig gepubliceerd in 2006 door Michelsen.